# Salvacañete (kommun)
Salvacañete är en kommun i Spanien.   Den ligger i provinsen Provincia de Cuenca och regionen Kastilien-La Mancha, i den centrala delen av landet, 190 km öster om huvudstaden Madrid. Antalet invånare är 323.